# Тронгейм (аеропорт)

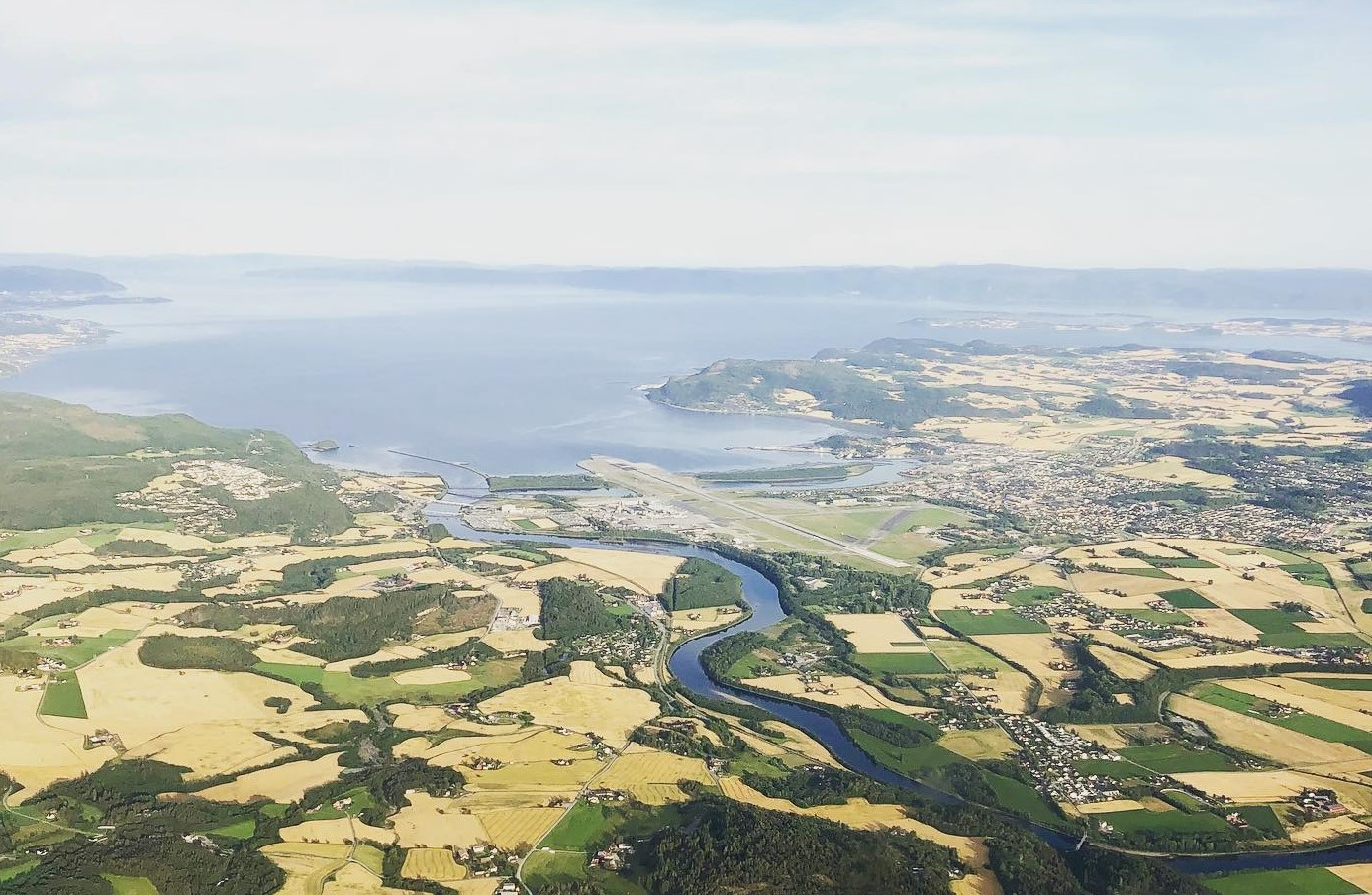
Вид на аеропорт та сусіднє місто Стьйордал (Stjørdal)

Аеропорт Тронгейм, Вернес (норв. Trondheim lufthavn, Værnes; IATA: TRD, ICAO: ENVA) — міжнародний аеропорт, що обслуговує Тронгейм, місто та муніципалітет у фюльке Треннелаг, Норвегія. Аеропорт розташований у селі Вернес, поблизу міста Стьйордал (норв. Stjørdal) за 33 км від Тронгейму. Аеропорт діє під орудою державної компанії Avinor. В 2014 році аеропорт мав пасажирообіг 4416681 пасажирів та авіатрафік 60 934 повітряних перевезень, що зробило його четвертим за цими показниками у країні.
Аеропорт є хабом:
- Norwegian Air Shuttle
- Scandinavian Airlines
- Widerøe

## Термінали
Цивільний сектор складається з двох терміналів — А та В — загальною площею 20 000 м², з яких 13 500 м² є пасажирськими спорудами. Термінал А використовується для внутрішнього трафіку, термінал В використовується для міжнародного трафіку. Приміщення для реєстрації для внутришніх, міжнародних і чартерних рейсів розташовані на другому поверсі термінала А. Термінал має безліч крамниць і їдалень та крамницю duty-free площею 560 м². В аеропорту знаходяться готелі «Radisson Blu» з 180 номерами та 11 конференц-залами та «Rica Hell» з 400 номерами, за декілька хвилин ходьби від аеропорту . Адміністрація аеропорту розташована в терміналі B, а адміністрації авіакомпаній та агенцій з обслуговування знаходиться у терміналі А.

## Авіалінії та напрямки, серпень 2022

### Пасажирські
| Авіакомпанія          | Пункт призначення |
| --------------------- | --- |
| Aegean Airlines       | Сезонний: Ханья, Родос |
| airBaltic             | Рига |
| Flyr                  | Аліканте, Осло-Гардермуен |
| Finnair               | Гельсінкі |
| Freebird Airlines     | Сезонний: Анталія |
| KLM                   | Амстердам |
| Norwegian Air Shuttle | Аліканте, Берген, Берлін, Копенгаген, Краків, Лондон-Гатвік, Манчестер, Осло-Гардермуен, Рига, Ставангер Сезонний: Гран-Канарія, Малага, Ніцца, Спліт Сезонний чартер: Анталія, Гран-Канарія, Пальма-де-Майорка, Родос, Тенерифе-Південний |
| Pegasus Airlines      | Сезонний чартер: Анталія |
| PLAY                  | Сезонний: Рейк'явік |
| Scandinavian Airlines | Олесунн, Берген, Буде, Копенгаген, Осло-Гардермуен, Ставангер, Стокгольм-Арланда, Тромсе Сезонний: Аліканте Сезонний чартер: Ханья, Гран-Канарія, Пальма-де-Майорка, Родос, Санторіні, Спліт, Тенерифе-Південний                           |
| Sunclass Airlines     | Сезонний чартер: Анталія, Ханья, Гран-Канарія, Ларнака, Пальма-де-Майорка, Родос, Тенерифе-Південний, Варна |
| Widerøe               | Олесунн, Берген, Буде, Бреннейсунн, Гарстад/Нарвік, Крістіансанн, Крістіансунн, Му-і-Рана, Мушеен, Намсус, Рервік, Осло-Гардермуен, Саннесшеен, Тромсе, Олесунн Сезонний: Анталія                                                          |
| Wizz Air              | Гданськ |

## Статистика
Див. джерело запитів Вікіданих та джерела.
| Рік  | Пасажирообіг | Вантажообіг (тонн) (з авіапоштою) | Авіатрафік |
| ---- | ------------ | --------------------------------- | ---------- |
| 2017 | 4.428.897    | -                                 | 60.152     |
| 2016 | 4.417.490    | -                                 | 61.663     |
| 2015 | 4.352.721    | -                                 | 60.643     |
| 2014 | 4.416.681    | 5.187                             | 61.474     |
| 2013 | 4.313.547    | 5.383                             | 60.830     |
| 2012 | 4.160.284    | 5.109                             | 60.988     |
| 2011 | 3.926.461    | 4.898                             | 57.912     |
| 2010 | 3.521.734    | 5.322                             | 55.474     |
| 2009 | 3.424.965    | 6.207                             | 54.686     |
| 2008 | 3.474.264    | 7.553                             | 57.402     |
| 2007 | 2.999.647    | 6.672                             | 54.954     |
| 2006 | 3.167.601    | 4.694                             | 53.328     |
| 2005 | 2.579.856    | 5.532                             | 51.351     |
| 2004 | 2.436.569    | 5.145                             | 49.577     |
| 2003 | 2.614.133    | -                                 | 48.592     |
| 2002 | 2.529.876    | 6.378                             | 48.690     |
| 2001 | 2.705.636    | 10.208                            | 54.725     |
| 2000 | 2.831.607    | 12.080                            | 55.874     |
| 1999 | 2.873.008    | 12.542                            | 63.253     |